# Stylianos Gonatas

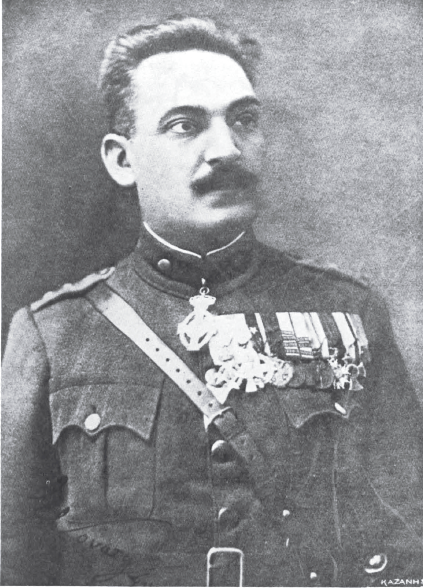
Kolonel Stylianos Gonatas in 1922.

Stylianos Gonatas (Grieks: Στυλιανός Γονατάς) (Patras, 15 augustus 1876 - Athene, 29 maart 1966) was een Grieks militaire officier, politicus en van 1922 tot 1924 premier van Griekenland.

## Levensloop

### Jeugd en militaire carrière
Stylianos Gonatas werd in 1876 geboren in de stad Patras. In 1892 trad hij toe tot de Militaire Academie en studeerde in 1897 af. Als luitenant nam hij deel aan de Macedonische Strijd van 1907-1909 en was als adjudant van kolonel Nikolaos Zorbas betrokken bij de Goudirevolutie van 1909. Hij nam ook deel aan de Balkanoorlogen van 1912-1913 en aan de expeditie van de geallieerden naar Oekraïne in 1919. Ook nam hij deel van de Grieks-Turkse Oorlog van 1919-1922 met de rang van kolonel, eerst als stafofficier en later als afgesplitste commandeur.

### De revolte van september 1922

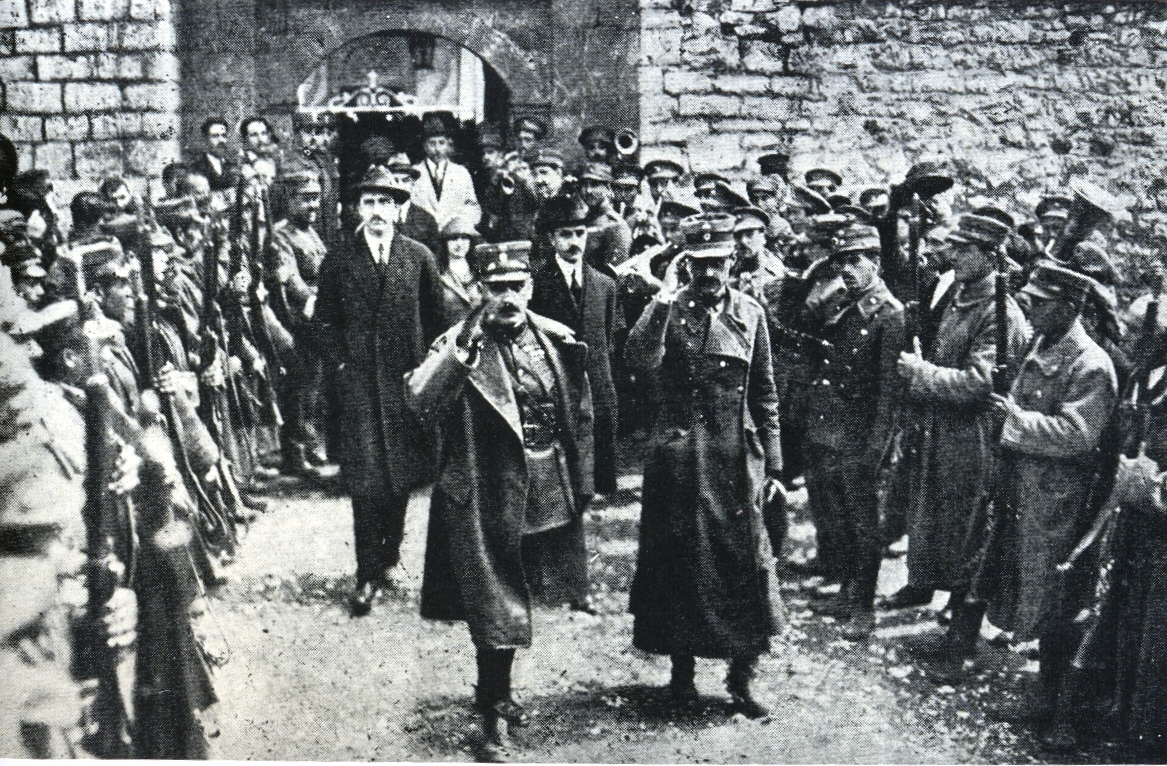
Gonatas samen met Nikolaos Plastiras en Giorgos Papandreou in Ano Mousounitsa, oktober 1922

In augustus 1922 leed het Griekse leger een zware nederlaag tegen het Turkse leger dat Anatolië in grote haast veroverde. In Griekenland leidde deze ramp tot een politieke crisis en er braken in september 1922 militaire revoltes uit tussen de evacuatietroepen in Thessaloníki, Chios en Lesbos, die vooral geleid werden door officieren die aanhangers waren van Eleftherios Venizelos.
In Lesbos vormde het leger een Revolutionair Comité dat onder leiding kwam van kolonel Gonatas, die via een vliegtuig naar Athene ging om eisen aan de regering te stellen. Die eisen waren: het kabinet moet ontslag nemen, het parlement moet ontbonden worden, er moeten nieuwe verkiezingen komen en koning Constantijn I moet abdiceren ten gunste van zijn zoon, kroonprins George. De revolutionaire bewegingen verspreidden zich naar andere centra van oud en nieuw Griekenland, geholpen door de Marine, die het Revolutionair Comité steunde. Het kabinet trad onmiddellijk af en op 27 september 1922 abdiceerde koning Constantijn ten gunste van zijn zoon, kroonprins George, die nu koning George II werd.
Op 28 september 1922 arriveerden de revolutionaire troepen onder leiding van de kolonels Nikolaos Plastiras en Stylianos Gonatas in Athene. In de hoofdstad waren er wilde scènes van enthousiasme. Het revolutionair comité koos Alexandros Zaimis tot eerste minister, maar omdat die niet in het land was, werd Sotirios Krokidas tot waarnemend eerste minister benoemd.

### Eerste minister
Het eerste kabinet gevormd onder het regime van het Revolutionair Comité (dat zich had opgericht als de echte baas van Griekenland met koning George louter als boegbeeld) onderging verscheidene lichte veranderingen. Dit werd veroorzaakt door de weigering van Alexandros Zaimis om de leiding van de regering op zich te nemen, waardoor Sotirios Krokidas aan moest blijven als eerste minister. Op 24 november 1922 nam deze regering ontslag wegens interne verschillen die voortvloeiden uit het Proces van Zes (ex-ministers, politici en militaire leiders die berecht werden door een revolutionair tribunaal wegens hoogverraad). De Britse regering drong er via zijn ambassadeur in Griekenland, Lindley, op aan dat de beschuldigden met clementie zouden worden behandeld. Terwijl bepaalde leden van het kabinet bereid waren om de Britse suggesties te accepteren, beschouwden andere kabinetsleden die als buitenlandse bemoeienis met de Griekse binnenlandse zaken. Door dit conflict diende het kabinet zijn ontslag in. Op 27 november 1922 werd er een nieuwe regering benoemd, bestaande uit leden van het Revolutionair Comité en van de Republikeinse Groep. Gonatas werd premier en de republikeinse leider Konstantinos Rentis werd minister van Buitenlandse Zaken.
De regering Gonatas diende tot 11 januari 1924; toen nam Gonatas ontslag als premier ten voordele van de liberale leider Eleftherios Venizelos die terugkeerde uit Parijs. Op 31 mei 1924 werd hij samen met Nikolaos Plastiras door de Nationale Assemblee van kolonel tot luitenant-generaal bevorderd.

### Latere politieke carrière
Na zijn ambtsperiode als eerste minister keerde Gonatas terug naar het leger. In 1924 werd in Griekenland de republiek uitgeroepen en werd besloten om een Senaat op te richten. In 1929 werd Gonatas als liberaal in de Senaat verkozen en was van 1932 tot 1935 voorzitter van de Senaat. In 1935 werd de Senaat afgeschaft.
Tijdens de nazibezetting van Griekenland in de Tweede Wereldoorlog werd Gonatas enkele maanden opgesloten in het concentratiekamp Chaïdari. Na de bevrijding trad hij opnieuw in de politiek. Na een conflict met de leider van de Liberale Partij, Themistoklis Sophoulis, richtte Gonatas zijn eigen partij op: de Partij van Nationale Liberalen. Bij de verkiezingen van 1946 behaalde deze partij 30 zetels en vormde ze een coalitie met de conservatieve en monarchistische Volkspartij. Wegens deze samenwerking moest Gonatas de restauratie van de monarchie bij het referendum van 1946 ondersteunen.
In de regering van Konstantinos Tsaldaris van 1946-1947 was Gonatas minister van Openbare Werken. Bij de verkiezingen van 1950 sloot Gonatas' partij een alliantie met de Nationale Partij van Napoleon Zervas, maar toen hij in diskrediet kwam wegens collaboratie met de nazi's, besloot hij tot een coalitie met de Liberale Partij. Bij die verkiezingen werd Gonatas voor het eerst niet herkozen en bleef voor de rest van zijn leven buiten de politiek tot aan zijn overlijden in 1966.
- Bibliothèque nationale de France: cb169607790 (data)
- Gemeinsame Normdatei: 1051262739
- Library of Congress Control Number: no2008077378
- Virtual International Authority File: 44110104
- WorldCat: E39PBJhMfQCjvyR7bT39YhPhHC